# Los Corrales, Jalisco
Los Corrales är en ort i Mexiko.   Den ligger i kommunen Juchitlán och delstaten Jalisco, i den centrala delen av landet, 500 km väster om huvudstaden Mexico City. Los Corrales ligger 1 205 meter över havet och antalet invånare är 326.
Terrängen runt Los Corrales är lite kuperad. Runt Los Corrales är det ganska glesbefolkat, med 24 invånare per kvadratkilometer. Närmaste större samhälle är Juchitlán, 2,7 km väster om Los Corrales. I omgivningarna runt Los Corrales växer huvudsakligen savannskog.